# روگودی
روگودی (به ایتالیایی: Roghudi) یک کومونه در ایتالیا است که در استان رجو کالابریا واقع شده‌است. روگودی ۳۶٫۵ کیلومتر مربع مساحت و ۱٬۱۳۷ نفر جمعیت دارد و ۵۵ متر بالاتر از سطح دریا واقع شده‌است.